# Prapreče (gmina Zagorje ob Savi)
Prapreče – wieś w Słowenii, w gminie Zagorje ob Savi. W 2018 roku liczyła 54 mieszkańców.